# Oleg Antónov
Oleg Konstantínovich Antónov (en ruso:Оле́г Константи́нович Анто́нов) (7 de febrero de 1906, Troitsy, (Moscú, Imperio ruso) - 4 de abril de 1984 Kiev, Unión Soviética) fue un diseñador de aviones soviético, constructor general de Antónov.

## Biografía

### Juventud
Antónov nació el 7 de febrero de 1906 en un pueblo cercano a Moscú. Su padre fue el ingeniero civil Kostantýn Kostantýnovych Antónov y su madre Hanna Yukhymivna Bykoryúkina murió cuando él tenía 9 años. En 1912 la familia se mudó a Sarátov, donde Oleg fue al colegio técnico local. Desde joven, Antónov mostró fascinación por la aviación y pasó mucho de su tiempo libre en el aeropuerto local.

### Carrera aeronáutica
A la edad de 17, Antónov fundó el Club de Aviación Amateur y la Organización de Amigos de la Fuerza Aérea. Ese mismo año diseñó el OKA-1 Pigeon, un planeador con el cual ganó un concurso en Moscú.
En 1930, Antónov se graduó en el Instituto Politécnico Kalinin en Leningrado. Continuó con el diseño de planeadores y en 1931, Antónov se convirtió en el diseñador jefe de la Fábrica de Planeadores de Moscú. Durante los siguientes ocho años, diseñó 30 tipos diferentes incluyendo el Standard-1, Standard-2, OKA-6 y el gran planeador City of Lenin. Debido al requerimiento de que todos los pilotos en la Unión Soviética tuvieran que empezar su primer vuelo en planeador, Antónov fue capaz de producir hasta 8.000 planeadores al año.
En 1938, debido a un accidente, el gobierno soviético prohibió el deporte de planear y cerró la fábrica de Moscú. Después de esto, Antónov fue empleado como el principal diseñador para los aviones Yákovlev. En 1940, una nueva compañía bajo su nombre fue creada en Leningrado.

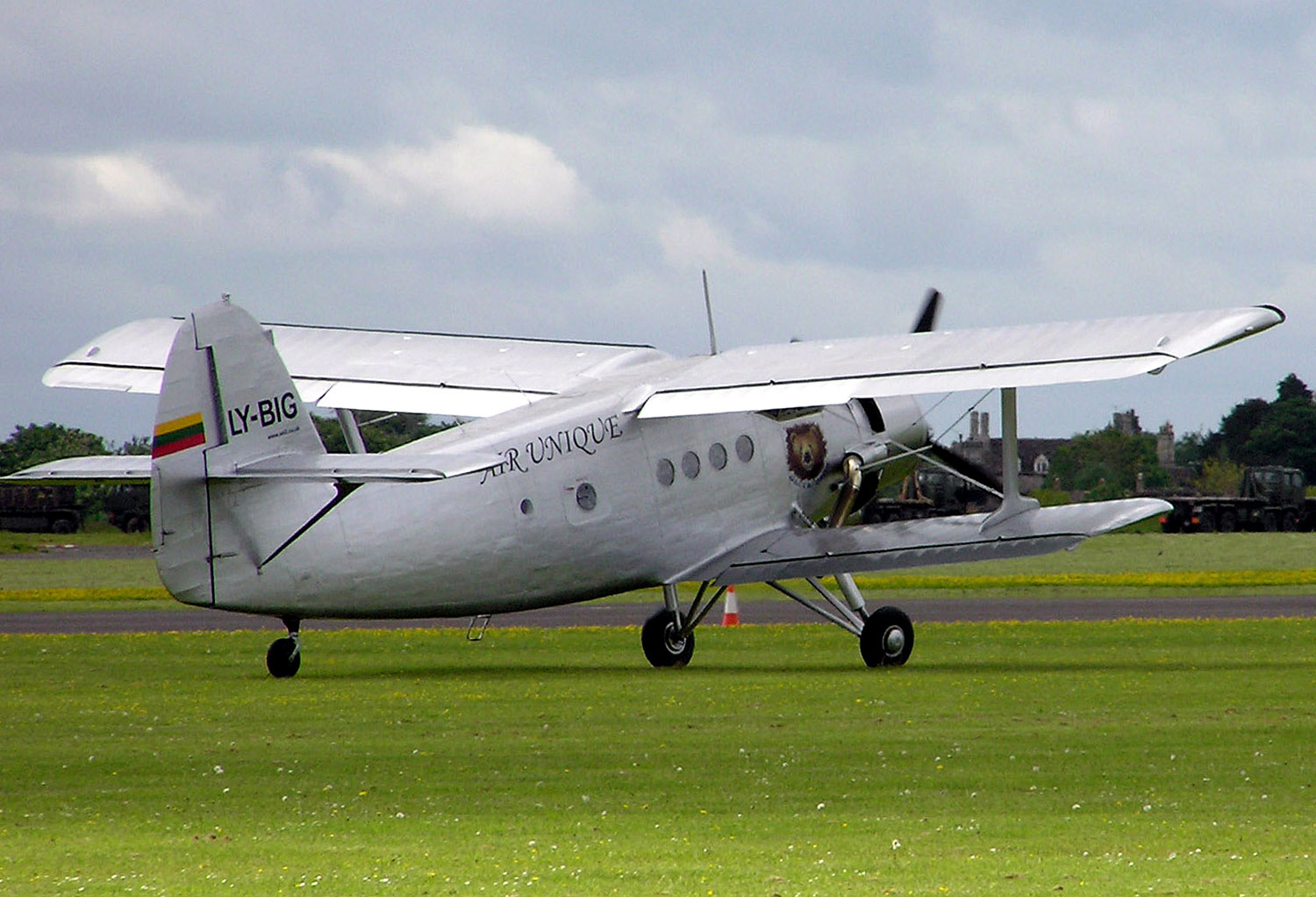
Antónov An-2 en el Reino Unido.

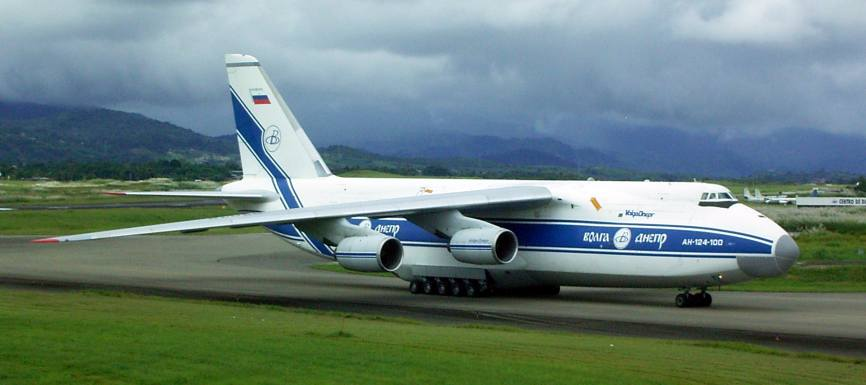
An-124-100 de Volga-Dnepr.

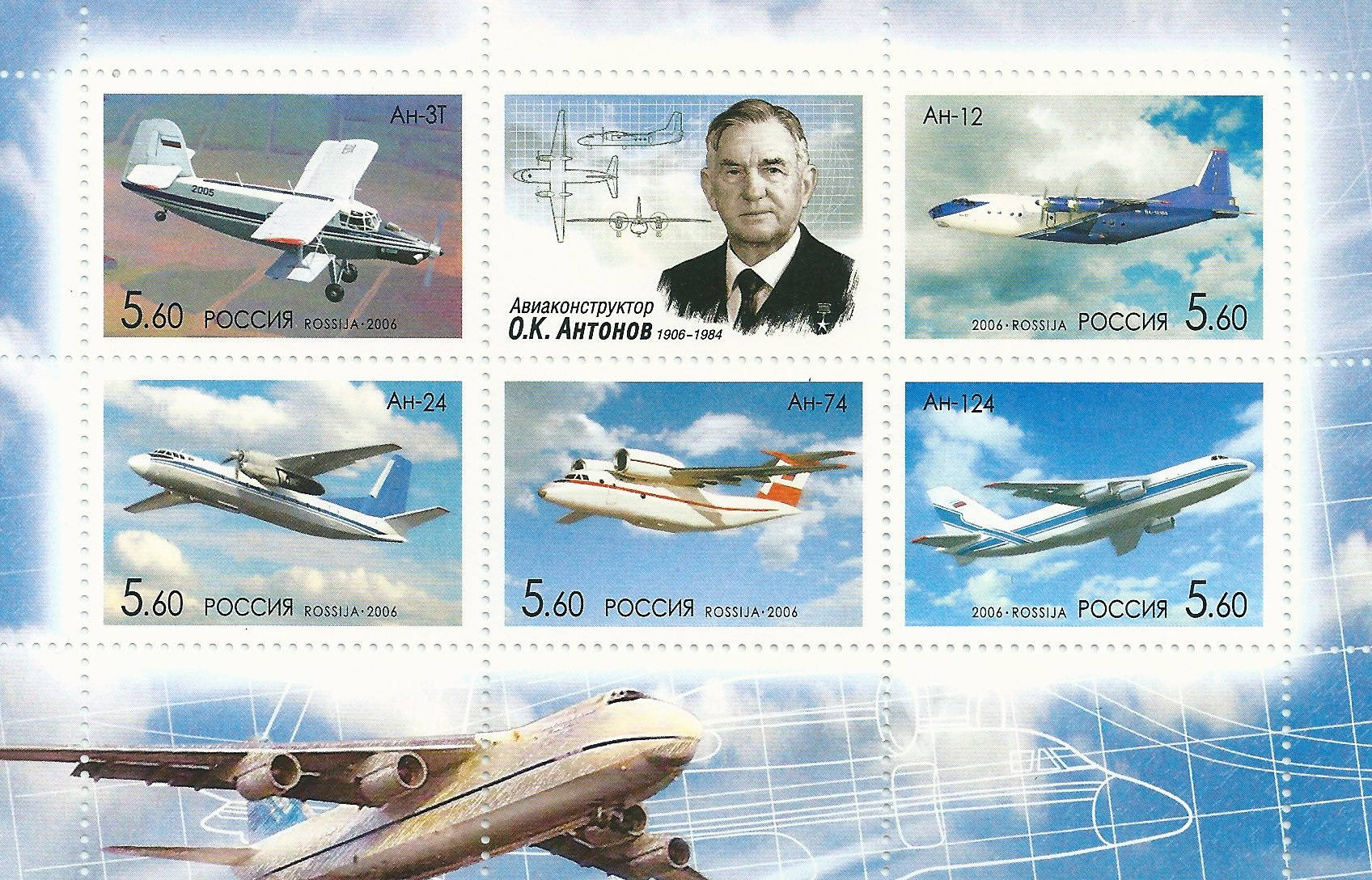
Sellos en homenaje de Oleg Antónov.

Durante la guerra, Antónov diseñó el A-7. En 1943 Antónov volvió al programa de diseño del Yákolev para cubrir un puesto vacante como diputado de Yákolev. Una gran parte de su tiempo y energía fueron necesarios para la mejora de los Yak, el avión más producido en la Segunda Guerra Mundial.

### Postguerra
Después de la guerra Antónov pidió a Yákolev que le dejara trabajar de modo independiente. El 31 de mayo de 1946, Antónov fue nombrado jefe de la nueva y rediseñada Antonov Aircraft design bureau, después trasladada a Kiev, Ucrania. En septiembre de 1946, Antónov, fue nombrado Director del Instituto Aeronáutico Siberiano R y D.
El primer diseño del Centro de Diseño Antónov fue el avión agrícola SH-1, después rediseñado como el An-2.

## Premios y legado
- Antónov recibió el Premio de Estado de la Unión Soviética en 1952 y el Premio Lenin en 1962.
- Antónov también fue condecorado con dos Órdenes de Lenin y otras condecoraciones y medallas.
- El Centro de Diseño Antónov tiene la distinción de hacer el más grande y poderoso avión de todos los tiempos.
- En noviembre de 2004, el Antónov An-225 entró en el Libro Guinness de los Récords por sus 240 récords.
- Una calle de Kiev fue nombrada en su honor.
- Una moneda del Banco Nacional de Ucrania fue creada en honor de Antónov. Además una como conmemoración del 100 aniversario de su nacimiento, el Banco de Rusia fabricó una moneda de plata.

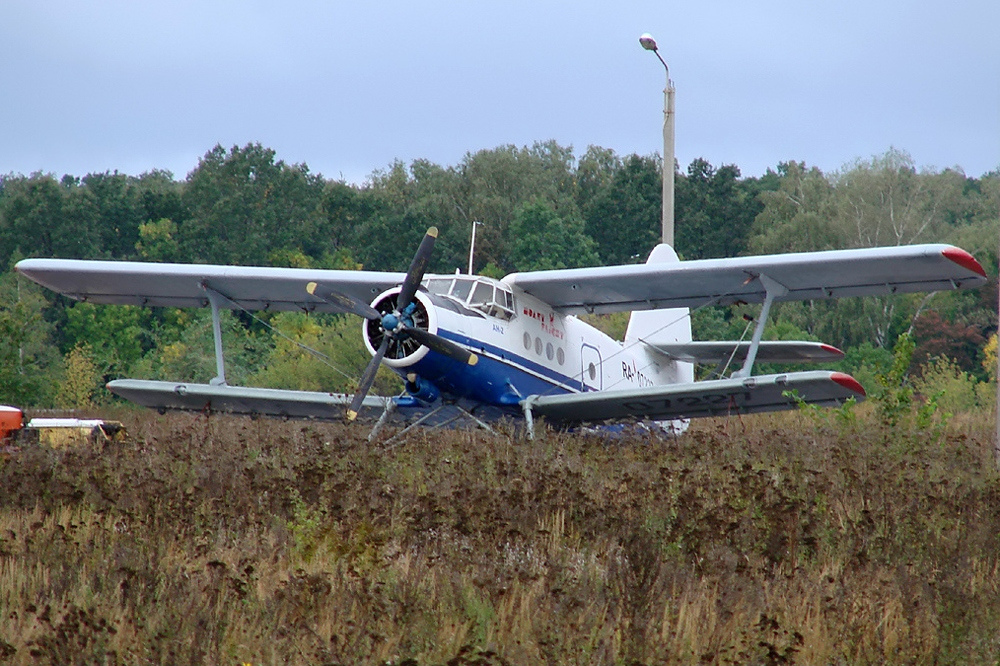
АН-2
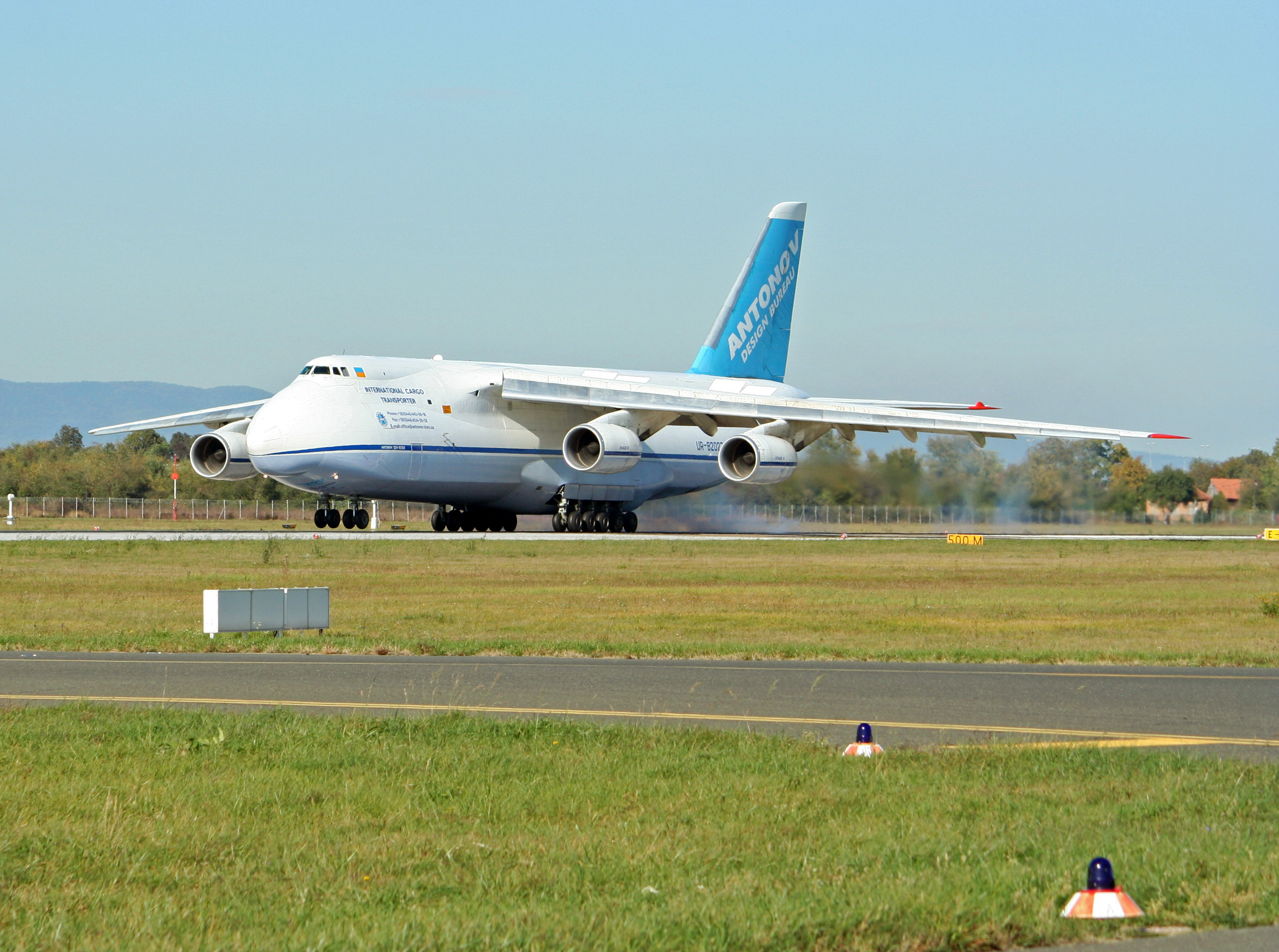
АН-124
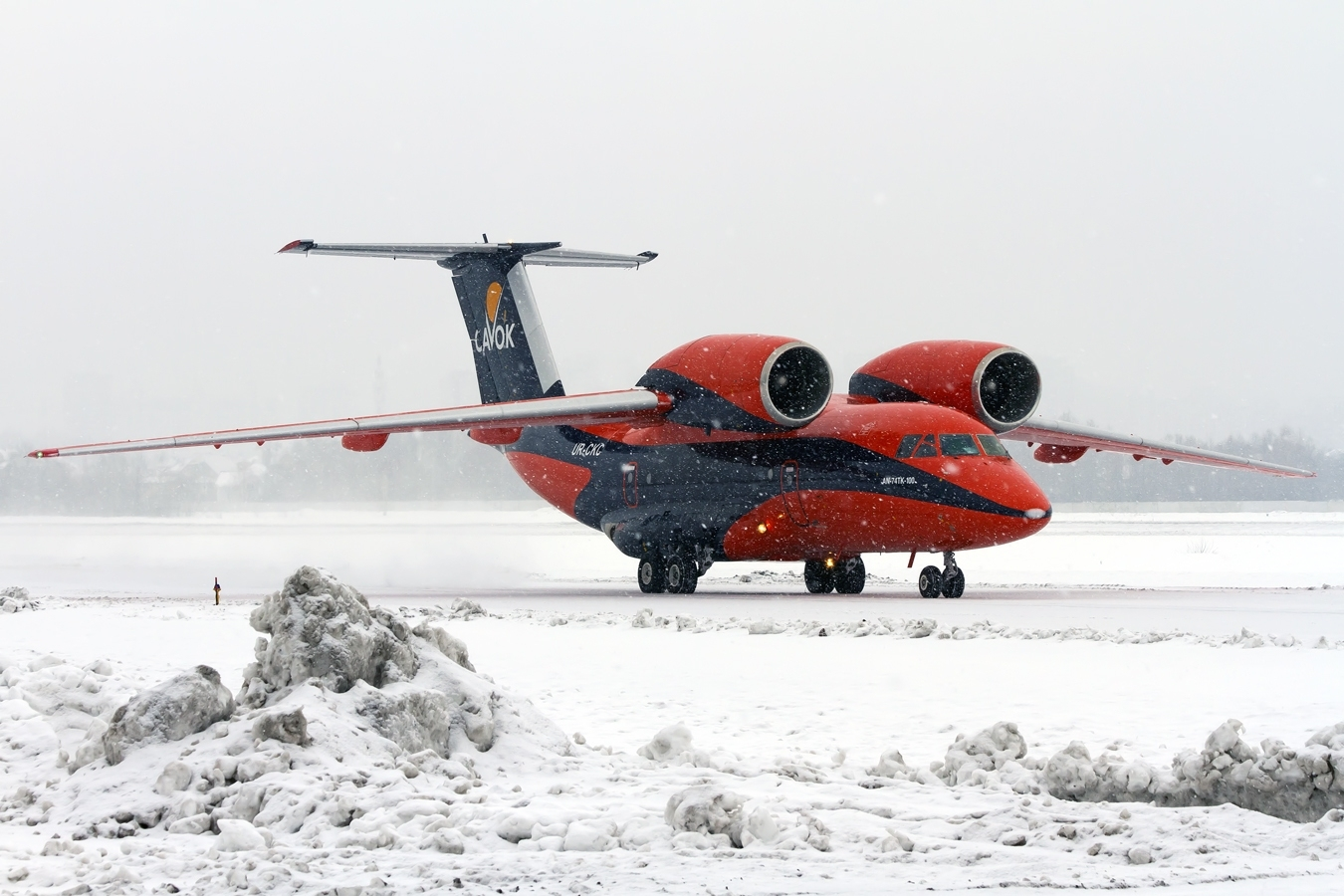
АН-74
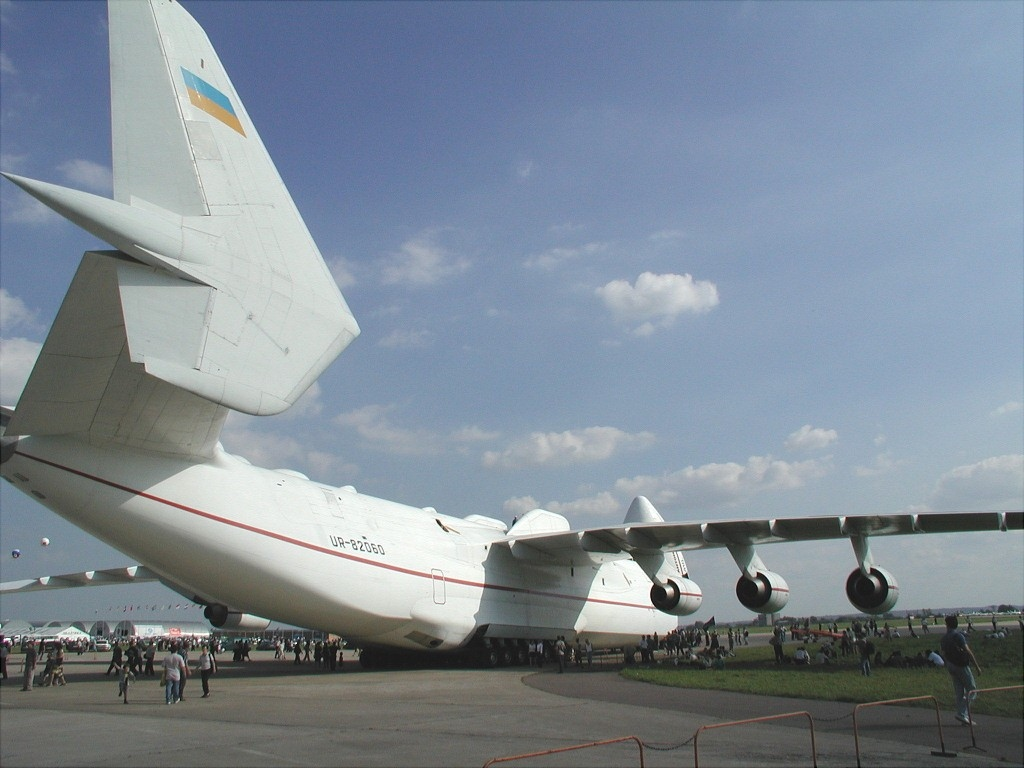
АН-225
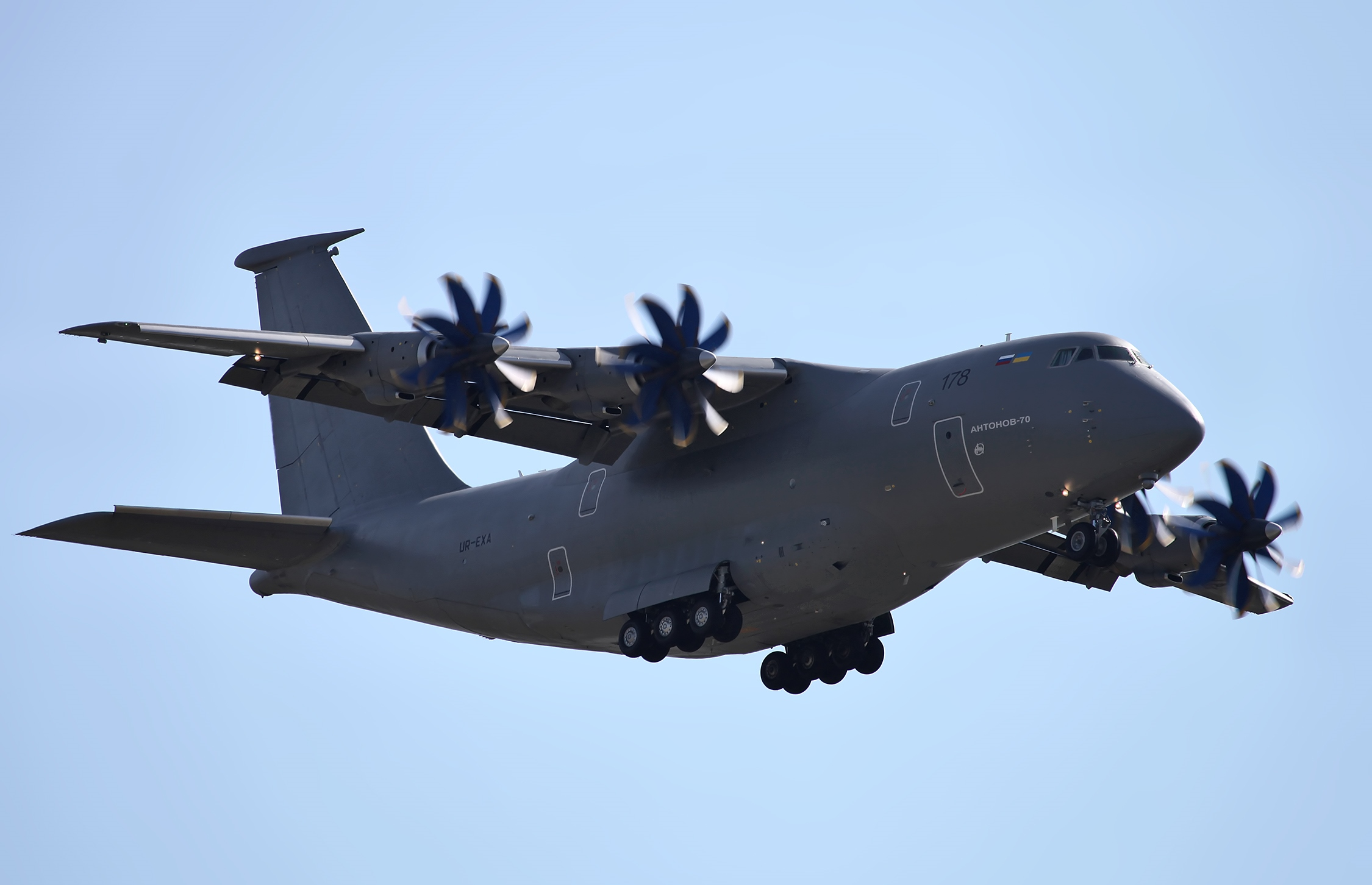
АН-70
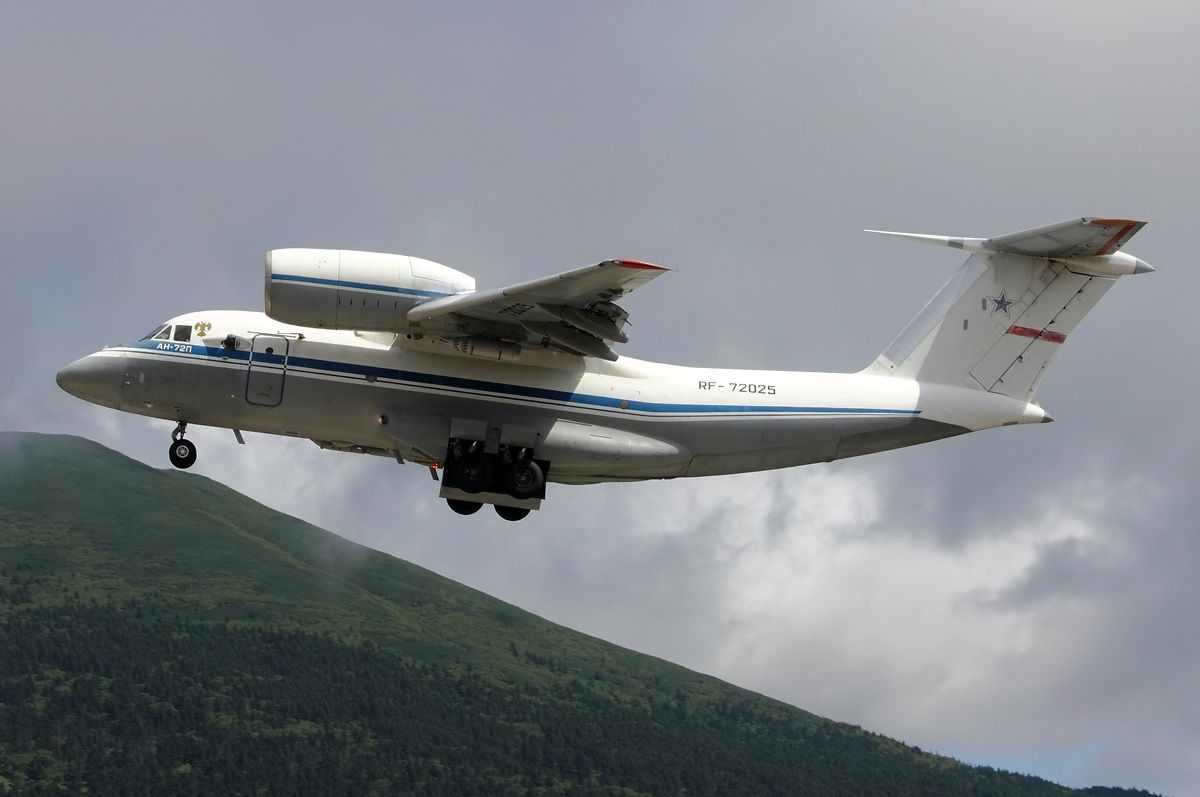
АН-72 с
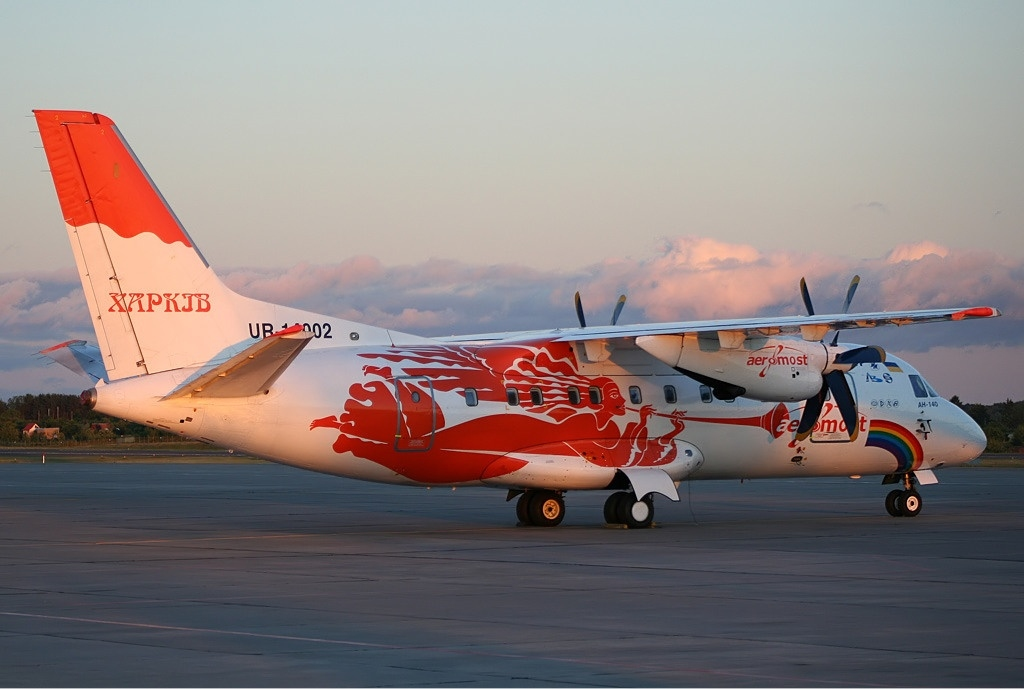
АН-140
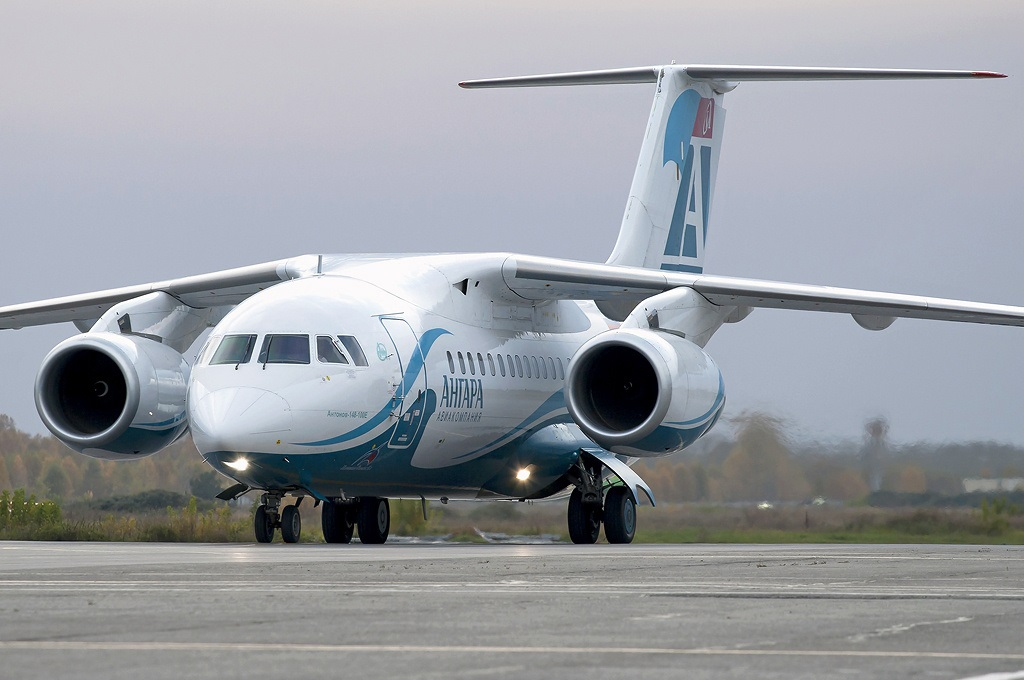
АН-148